# Williamstown, Pennsylvania
Williamstown är en ort i Dauphin County i delstaten Pennsylvania, USA.